# Burgstall bei Burgstall (Eichendorf)
Der Burgstall bei Burgstall  befindet sich in dem gleichnamigen Ort Burgstall, einem Gemeindeteil des niederbayerischen Marktes Eichendorf im Landkreis Dingolfing-Landau. Die abgegangene mittelalterliche Höhenburg liegt ca. 3,2  km südwestlich von dem Ortskern von Eichendorf und 1200 m südlich von der Filialkirche St. Martin von Prunn (Eichendorf). Sie wird als Bodendenkmal unter der Aktennummer D-2-7342-0227 im Bayernatlas als „Burgstall des Mittelalters“ geführt.

## Beschreibung
Der Ortsteil Burgstall liegt auf einer beherrschenden Höhe über dem Vilstal und dem Altenkaisener Feldgraben. Der Hof „Burgstall“ weist auf der Hofeinfahrt nach Osten gegen den gleichhohen Geländerücken einen Wallrest auf, der nach Nordwesten hin verläuft. Dieses Wallstück ist rezent für einen Wasserdurchlauf durchstoßen worden. Östlich des Wirtschaftsgebäudes sind ortsfremde Nagelfluhbrocken gefunden worden. Sonst ist der Burgstall überbaut worden.
350 m östlich des Burgstalls verläuft eine Altstraße, die im Urkataster von Bayern als „Römerstraße“ bezeichnet wird. Es kann also sein, dass die abgegangene Burg eine Funktion bei der Überwachung dieser Straße gehabt hat.